# 209209 Ericmarsh
209209 Ericmarsh este un asteroid din centura principală de asteroizi.

## Descriere
209209 Ericmarsh este un asteroid din centura principală de asteroizi. A fost descoperit pe 19 octombrie 2003 la Apache Point Observatory în cadrul programului Sloan Digital Sky Survey. Asteroidul prezintă o orbită caracterizată de o semiaxă mare de 2,44 ua, o excentricitate de 0,10 și o înclinație de 6,5° în raport cu ecliptica.